# Dachgarten

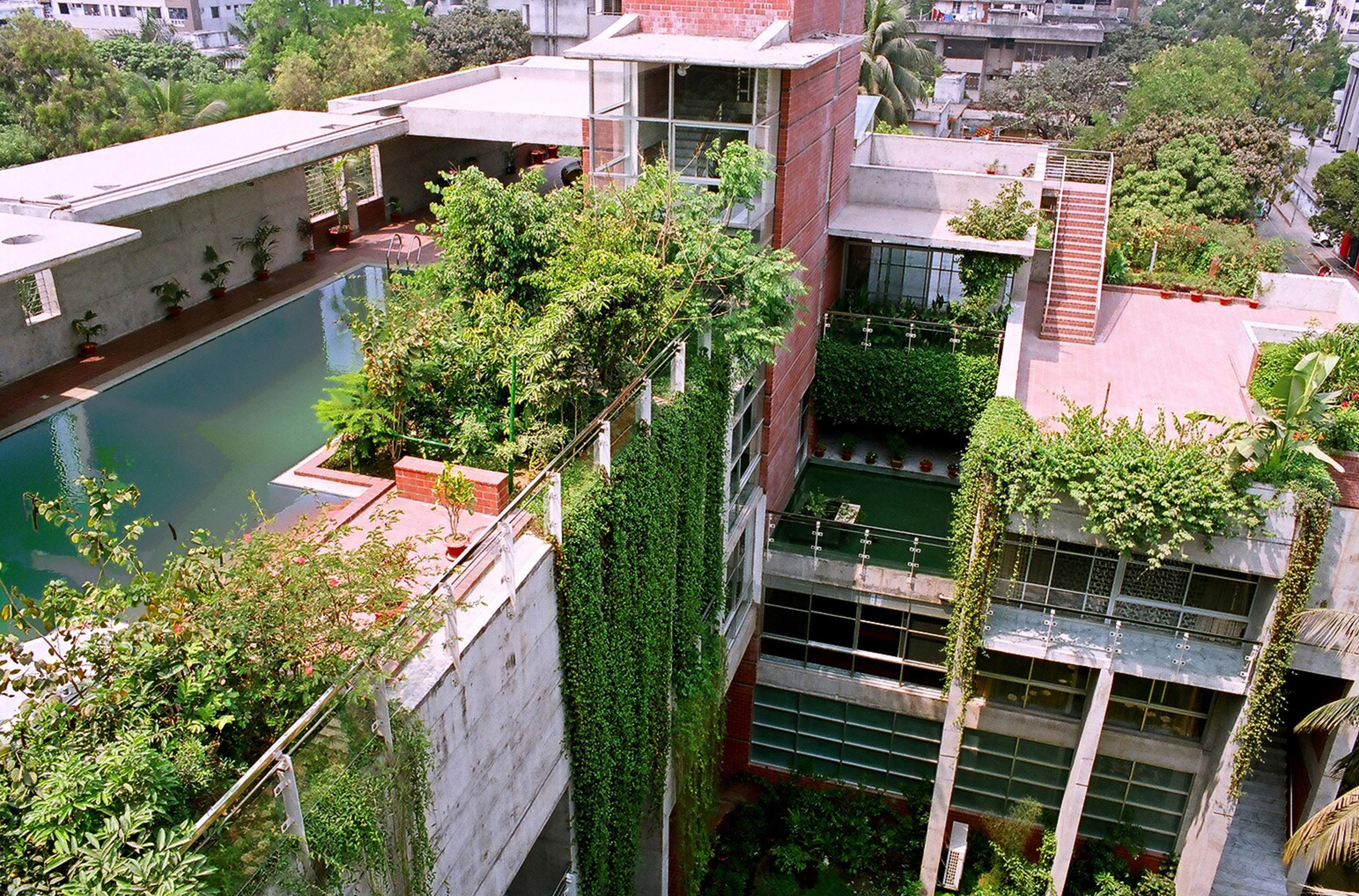
Dachgarten in Bangladesch

Ein Dachgarten ist eine Dachterrasse oder ein Flachdach mit Bepflanzung.

## Bauliche Bedingungen
Voraussetzung ist eine massive Decke mit ausreichender Tragfähigkeit und der für die Entwässerung notwendigen Dichtheit. Auf die Rohdecke wird zuerst eine Dampfsperre aufgebracht. Im Anschluss daran folgt eine Wärme- und Trittschalldämmung. Als nächster Schritt kommt eine wurzelfeste Feuchtigkeitssperrschicht aus Bitumenbahnen oder Kunststoff-Folien, auf der sich die Drainageschicht und dann die Muttererde sowie die auf einer Sandschicht verlegten Plattenbeläge befinden.

## Dachbepflanzung
Gefördert wurde die Verbreitung von Dachgärten für Privathäuser und Geschäftsgebäude in neuerer Zeit von der Tendenz zu Flachdächern. Die Dachbegrünung erfolgt nach den üblichen gartenbaulichen Regeln, jedoch ist aus Gewichtsgründen die Dicke der Erdschicht und damit die Größe der Pflanzen begrenzt. Dabei befinden sich ausgesuchte, meist niedrigwachsende Pflanzen in der Regel in Kübeln, Wannen oder anderen Behältnissen, umgeben von Rasenflächen oder Beeten mit blühenden Pflanzen; in aufwendig gestalteten Gärten sind auch kleine Wasserbecken möglich.

## Gemeinschaftsdachgarten
Gemeinschaftliche Dachgartengestaltung und -pflege auf Wohngebäuden kann einen Beitrag zur Steigerung der Lebens- und Wohnqualität sowie zur Stärkung der Nachbarschaftshilfe leisten. Ein Dachgarten als zusätzliche urbane Grünfläche bildet so einen attraktiven sozialen Treffpunkt für die Bewohner des betreffenden Hauses. Ob ein Dachgarten bei einer Wohnungseigentümergemeinschaft auch gemeinschaftlich genutzt werden kann, richtet sich grundsätzlich nach der Teilungserklärung. Diese kann auch den ausschließlichen Gebrauch durch einen oder mehrere Wohnungseigentümer vorsehen.

## Regionale Bezeichnungen
In Frankfurt am Main sind begrünte Dachterrassen als Belvederchen geläufig, in der Schweiz werden sie als Dachzinne bezeichnet.